# Independentismo inglés

Inglaterra (roja) dentro del Reino Unido (rosa) junto con la República de Irlanda e Isla de Man

El independentismo inglés es un postura política que defiende la secesión de Inglaterra del Reino Unido. El apoyo a la secesión de Inglaterra (la Nación Constituyente más grande y poblada del Reino Unido) se ha visto influido por la creciente devolución de poderes políticos a Escocia, Gales e Irlanda del Norte, donde la independencia del Reino Unido (y en el caso de Irlanda del Norte, la reunificación con el resto de Irlanda) es un tema destacado en el debate político.
La independencia inglesa ha sido vista por su defensores como una manera de resolver la cuestión de West Lothian en política británica: Los diputados escoceses, galeses e irlandeses del norte en el Parlamento del Reino Unido en Westminster pueden votar sobre asuntos que afectan a Inglaterra, pero los diputados ingleses  no tienen el mismo poder sobre asuntos equivalentes en Escocia, Gales e Irlanda del Norte, ya que estas competencias son delegadas al Parlamento Escocés, la Asamblea de Irlanda del Norte o el Parlamento Galés.
Aunque algunos partidos políticos menores han hecho campaña a favor de la independencia de Inglaterra, todos los principales partidos políticos del Reino Unido se adhieren a la visión convencional del unionismo británico y se oponen a cambiar el estatus constitucional de Inglaterra. Las demandas escocesas de independencia, más que las inglesas, se consideran la amenaza más acuciante para la unidad británica. La mayoría de Escocia votó en contra de la independencia en el referéndum del 18 de septiembre de 2014, pero el tema sigue siendo objeto de debate. La pertenencia de Irlanda del Norte al Reino Unido es un tema igualmente controvertido, mientras que la independencia de Gales también ha aumentado su apoyo en los últimos años.

## Seguidores de independencia inglesa
Partidos políticos
- El Partido Verde de Inglaterra y Gales apoya la independencia de gales, el Partido Verde Escocés apoya la independencia escocesa y el Partido Verde Irlanda del Norte apoya Irlanda Unida
- Partido de los Demócratas Ingleses[6]
- Mebyon Kernow apoya devolución de Cornualles
- Partido de la Independencia del Norte apoya la independencia del norte de Inglaterra

## Encuestas de opinión
El movimiento nacionalista inglés tiene sus orígenes en un legado histórico anterior al Reino Unido. El aumento de la identidad inglesa en los últimos años, evidenciado por el aumento de la exhibición de la bandera inglesa (particularmente durante competiciones deportivas internacionales y en relación con su equipo nacional de fútbol), se atribuye a veces en los medios de comunicación a la creciente devolución del poder político a las instituciones descentralizadas de Escocia, Gales e Irlanda del Norte. También está bastante asociado con el euroescepticismo debido al referéndum Brexit en 2016.
Los datos de las encuestas para la devolución e independencia Inglés se pueden encontrar en la tabla debajo.
| Fecha      | Independencia | El statu quo | Parlamento inglés | Votos ingleses por leyes inglesas | Asambleas regionales | Fin de la devolución | Indeciso/Ninguno |
| ---------- | ------------- | ------------ | ----------------- | --------------------------------- | -------------------- | -------------------- | ---------------- |
| 14/07/2020 | 34%           | 36%          | N/A               | N/A                               | N/A                  | N/A                  | 30%              |
| 30/06/2020 | 27%           | 51%          | N/A               | N/A                               | N/A                  | N/A                  | 22%              |
| 13/01/2012 | N/A           | 16%          | 49%               | N/A                               | N/A                  | N/A                  | 35%              |
| 06/12/2011 | N/A           | 21%          | 52%               | N/A                               | N/A                  | 14%                  | 13%              |
| 15/04/2010 | N/A           | 20%          | 68%               | N/A                               | N/A                  | N/A                  | 12%              |
| 30/04/2009 | N/A           | 15%          | 41%               | N/A                               | N/A                  | N/A                  | 44%              |
| 09/09/2009 | N/A           | 20%          | 58%               | N/A                               | N/A                  | N/A                  | 22%              |
| 06/12/2007 | 15%           | 32%          | 20%               | 25%                               | N/A                  | N/A                  | 8%               |
| 19/04/2007 | N/A           | 24,25%       | 67,32%            | N/A                               | N/A                  | N/A                  | 8,43%            |
| 05/04/2007 | N/A           | 12%          | 21%               | 51%                               | N/A                  | N/A                  | 16%              |
| 08/01/2007 | N/A           | 32%          | 61%               | N/A                               | N/A                  | N/A                  | 7%               |
| 07/01/2007 | N/A           | 41,22%       | 51,42%            | N/A                               | N/A                  | N/A                  | 7,36%            |
| 23/11/2006 | N/A           | 25,35%       | 68,43%            | N/A                               | N/A                  | N/A                  | 6,22%            |
| 08/07/2006 | N/A           | 32%          | 41%               | N/A                               | 14%                  | N/A                  | 13%              |
| 23/02/2004 | N/A           | 23,76%       | 11,88%            | 46,53%                            | 10.89%               | N/A                  | 6,93%            |
| 07/04/2002 | N/A           | N/A          | 47%               | N/A                               | 28%                  | N/A                  | 25%              |

## Organizaciones
Un partido político que hace campaña para la independencia inglesa estuvo formada en febrero de 2008, el Partido de Inglaterra Libre. Logró un éxito electoral menor antes de su disolución en diciembre de 2009.
Un Parlamento inglés dentro del Reino Unido era un promesa del Partido de los Demócratas Ingleses en su 2016 manifiesto.
Un Partido de la Independencia Inglesa estuvo registrado en 2016. Su líder, Neil Humphrey, apareció encima las papeletas de votación como "ANTI Corbyn" en el 2016 elección parcial de Batley y Spen.

## Oposición

### Partidos políticos

Bandera de Inglaterra

Bandera del Reino Unido

El Partido Conservador, Partido Laborista y Liberal Demócratas se oponen a la independencia inglesa. Otros partidos que se oponen la independencia inglesa incluyen el Partido de la Independencia del Reino Unido, el Partido Nacional Británico, Britain First, Partido Unionista Democrático y Partido Unionista del Úlster.

### Unionist Partidos políticos en Inglaterra
- Partido Conservador
- Partido Laborista
- Liberal Demócratas
- Partido de la Independencia del Reino Unido
- Reform UK